# Palazzo Fieramosca
Il palazzo Fieramosca è un palazzo medievale - rinascimentale che sorge nel centro storico di Capua. 
Sorge su via Fieramosca, la strada che da piazza dei Giudici (la principale della città) conduce a corso Gran Priorato che è intersecato all'altezza della chiesa di San Domenico (san Tommaso).
Sin dalla sua costruzione è di proprietà privata; ma ospita anche un poliambulatorio dell'Azienda Sanitaria Locale Caserta 2.

## Storia
Come è stato dimostrato, il palazzo sorge sull'area di un precedente edificio, probabilmente duecentesco, realizzato da Bartolomeo di Capua, protonotario e logoteta del Regno di Napoli durante parte del regno di Roberto d'Angiò.
Il nucleo originario del palazzo occupò l'area cimiteriale della chiesa di San Giovanni de' Nobiluomini, nota dal X secolo (la chiesa sorgeva nell'isolato che oggi separa il palazzo Fieramosca dal duomo. La conferma dell'ubicazione sul cimitero fu il ritrovamento di numerosissime ossa poco prima del 1970 nelle fondazione dell'ala sud-est del palazzo).
Una pergamena del tesoro della cattedrale di Capua riferisce al 1291 l'ampliamento di un palazzo di Bartolomeo di Capua sito nel territorio della parrocchia di San Giovanni dei Nobiluomini. La pergamena fu citata per primo da G. Di Capua Capece, Dissertazione intorno alle due campane di S. Giovanni de' Nobiluomini, Napoli.
Il manoscritto di Sannelli del 1580 attribuisce la committenza del primitivo palazzo e dell'annessa torre a Bartolomeo di Capua ma erra nella datazione 1336, incongruente in quanto Bartolomeo morì nel 1328.
Il palazzo fu stabilmente abitato dagli Angiò Durazzo almeno dal 1336 al 1354
Il nome con cui il palazzo è conosciuto ricorda la proprietà della famiglia dei Fieramosca, dal 1447 al 1496, in particolare di Rinaldo, il padre del condottiero Ettore, protagonista della disfida di Barletta.
Il palazzo appartenne alla famiglia Pellegrino e intorno al 1750 serviva come abitazione del comandante generale della piazza militare di Capua, per cui erano noto come palazzo "del Generale".
Il feldmaresciallo austriaco Otto Ferdinand von Traun abitò il palazzo che era una polveriera nel 1734, durante la difesa della città dalle truppe di Carlo di Borbone.
Nei primi decenni del secolo 1800 appartenne ai Saulle.

## Ampliamenti e restauri
L'ampliamento del 1336 fu realizzato sotto la committenza di  Ludovico d'Angiò Durazzo, anche sulla scorta dei capitelli col suo stemma che ancora nel 1802 erano visibili nel chiostro, ma il palazzo mantenne la planimetria ad L del primo palazzo di Capua e la sua imponente torre, a chiusura del braccio lungo la strada.

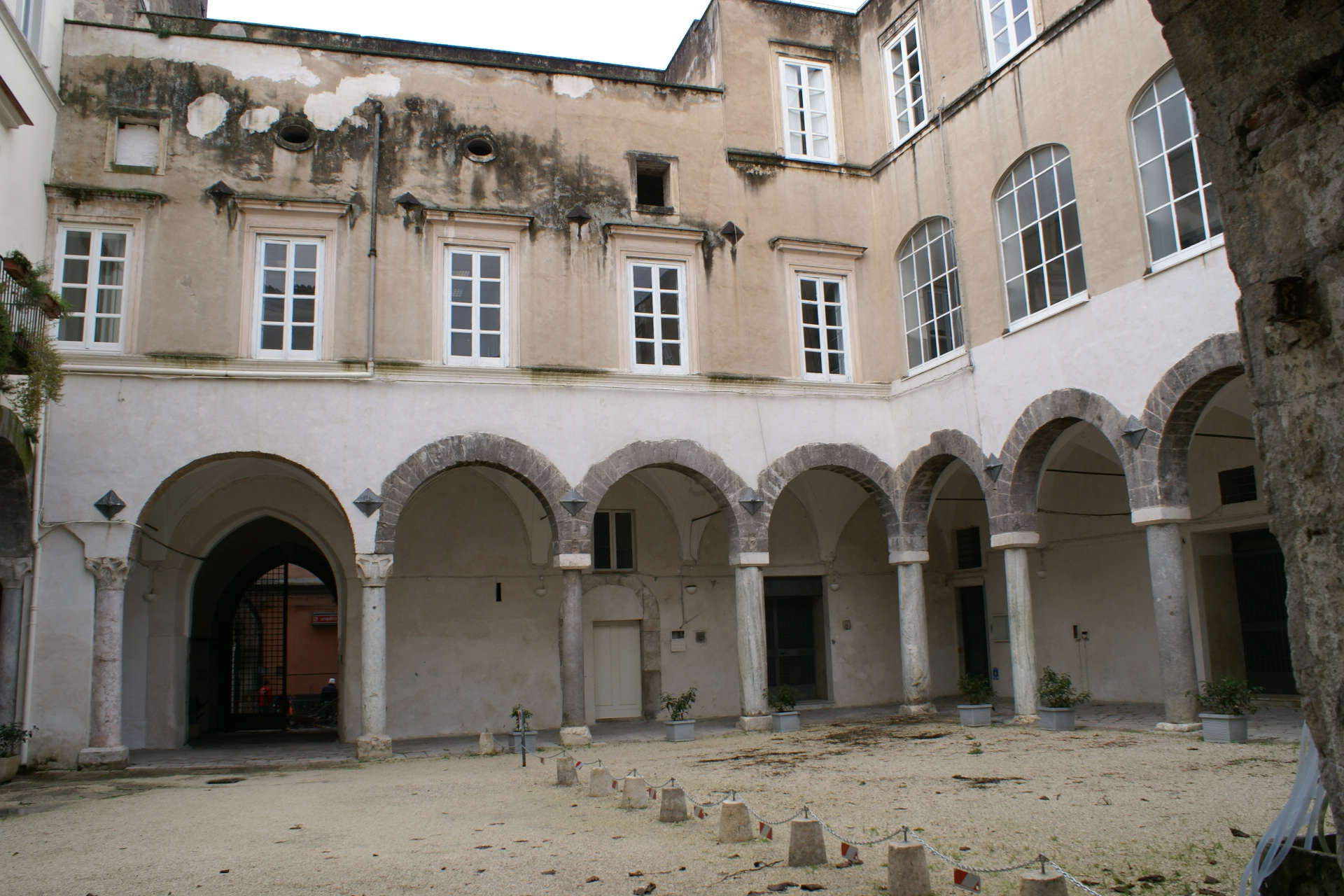
Capua, palazzo Fieramosca, corte verso la facciata

Sotto i Fieramosca l'edificio fu ampliato chiudendo il palazzo su una corte quasi quadrata, realizzando le arcate del portico opposto all'ingresso e l'ala verso sud-est, in aderenza alla torre. Inoltre fu inserita una nuova scala, furono ammezzati i grandi ambienti voltati a crociera posti sulla facciata principale.
Nel secolo 1700 fu realizzata la scala quattrocentesca prossima alla torre e fu modificata la regolarità del portico gotico con una arcata a sesto ribassato in corrispondenza dello sbocco nel cortile dell'atrio di ingresso. Poiché nello stesso periodo fu abbattuta la chiesa longobarda di San Giovanni dei Nobiluomini, Di Resta attribuisce a questo periodo il recupero e l'inserimento gli splendidi capitelli, forse provenienti dalla chiesa distrutta.

## Struttura
La lunga facciata principale è impostata su un alto basamento in blocchi calcarei di spoglio, su cui si appoggia un curato paramento murario in blocchi di tufo grigio. Tre grandi monofore archiacute illuminano gli ambienti del piano terraneo sul fronte stradale. La separazione col piano nobile è costituita da una cornice marcapiano continua, sempre in tufo, decorata da un fiore stilizzato a sei petali che forma esagoni regolari. 

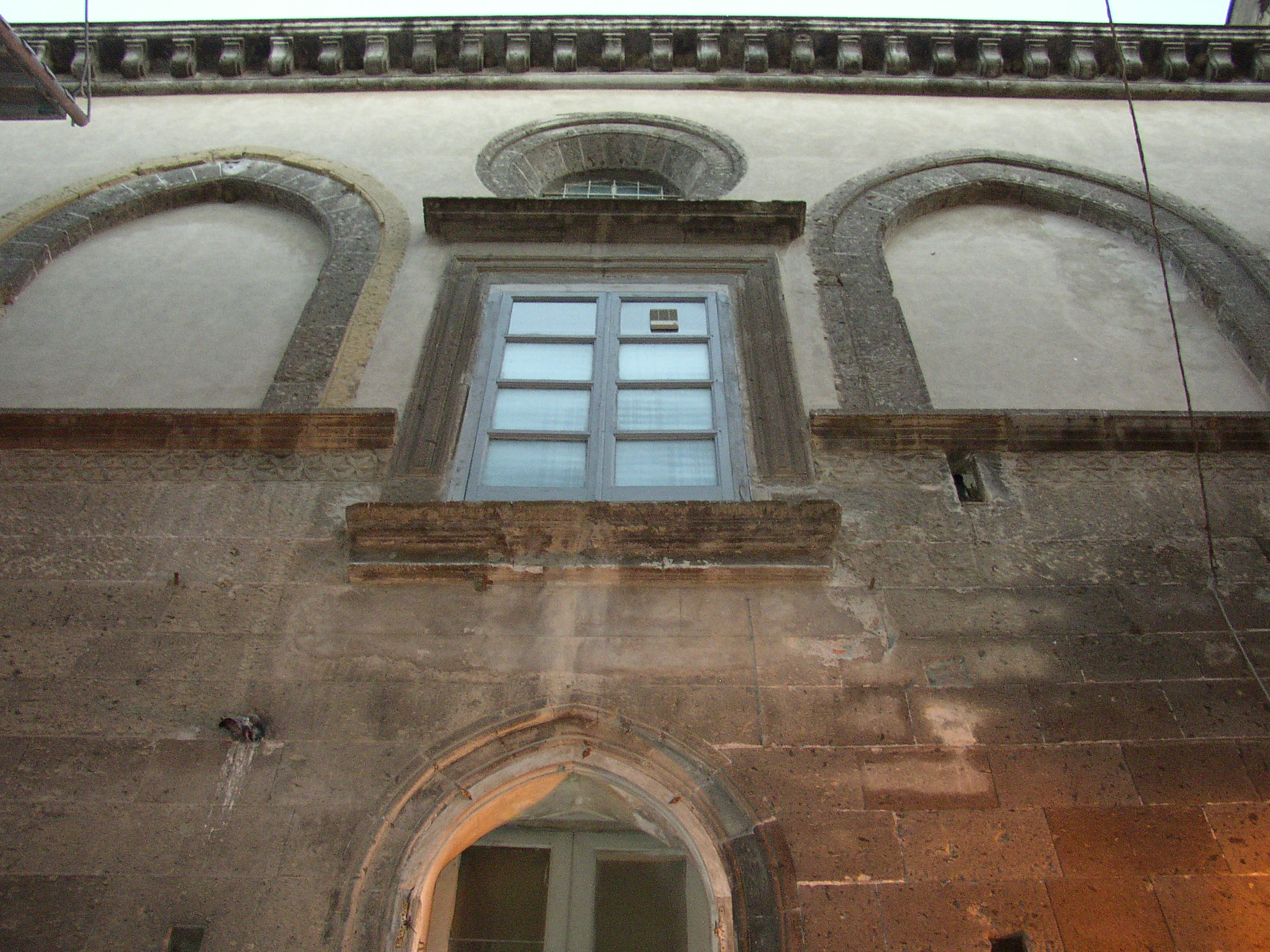
Capua, palazzo Fieramosca, facciata

Il piano nobile mostra l'intonaco bianco segnato da due grandi cornici (realizzate in tufo squadrato) di finestre archiacute in tufo murate (resti delle originarie bifore, come sostiene Di Resta). Gli ambienti del piano nobile oggi sono illuminati da sei finestre rettangolari, con cornici in tufo grigio, di stile rinascimentale. Il terzo livello è illuminato da cinque finestre circolari di cui tre con cornici in tufo. La facciata è chiusa da un imponente cornicione a mensole, in tufo grigio, sempre di gusto rinascimentale.
All'estremità della facciata verso piazza dei Giudici è la grande torre, anch'essa a tre livelli, ma con piani superiori disposti a quote diverse da quelle del palazzo vero e proprio. Il primo piano della torre è fasciato dallo stesso paramento del palazzo chiuso e raccordato con questo dalla cornice decorata. Questo piano è aperto da due monofore archiacute ancora aperte (quelle sul fronte strada) ed una sul fronte verso la vicina proprietà.

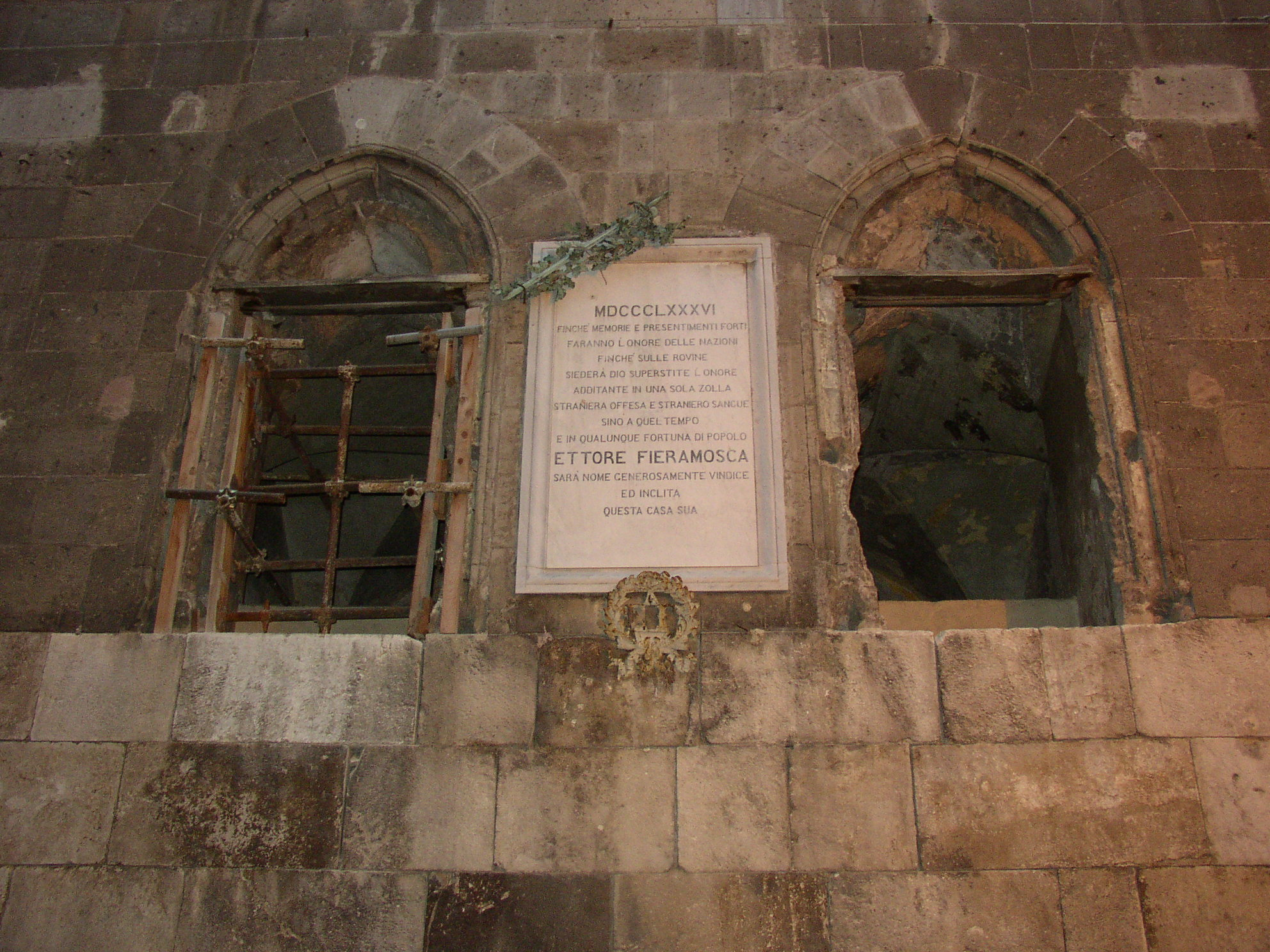
Capua, palazzo Fieramosca, monofore della torre e lapide per Ettore Fieramosca

Il secondo livello è interamente in tufo ed è illuminato da una grande monofora archiacuta sul fronte strada, e da una coppia di monofore accostate, ciascuna con ghiera archiacuta e profilo trilobato, sempre archiacuto.
Il terzo livello della torre era molto più alto di come si mostra oggi come documentato in un acquarello di Consalvo Carelli; è stato danneggiato dal bombardamento bellico del 1943. In conseguenza dei crolli dell'ala sud-orientale causati dal bombardamento emersero due monofore a sesto rialzato e falcato che Di Resta correttamente collega con le monofore del  duomo di Casertavecchia.
Al palazzo si accede mediante un grande portale archiacuto sostenuto da colonne e capitelli gotici, attraversando un profondo e alto atrio voltato a crociera con sesto acuto.
La corte è articolata da un portico che ha arcate di dimensione e numero diverso su tre lati. Sono archiacute le arcate quelle dei corpi di fabbrica del palazzo gotico originario (retrostante la facciata e a sinistra di cui entra). Sono a pieno sesto quelle cieche su pilastri del braccio opposto all'ingresso e quelle del braccio rinascimentale a destra dell'ingresso, il più danneggiato dal bombardamento.

## Opere d'arte e iscrizioni
Il portico della corte è sostenuto da 14 colonne di spoglio, molte realizzate da rocchi non pertinenti l'uno con l'altro, tutte senza capitelli, tranne i tre capitelli longobardi presenti nelle prime tre colonne del braccio di facciata. I capitelli sono del tipo documentato solo a Capua cosiddetto "a pastorali sfuggenti" e sono datati poco dopo la fine del 9º secolo.

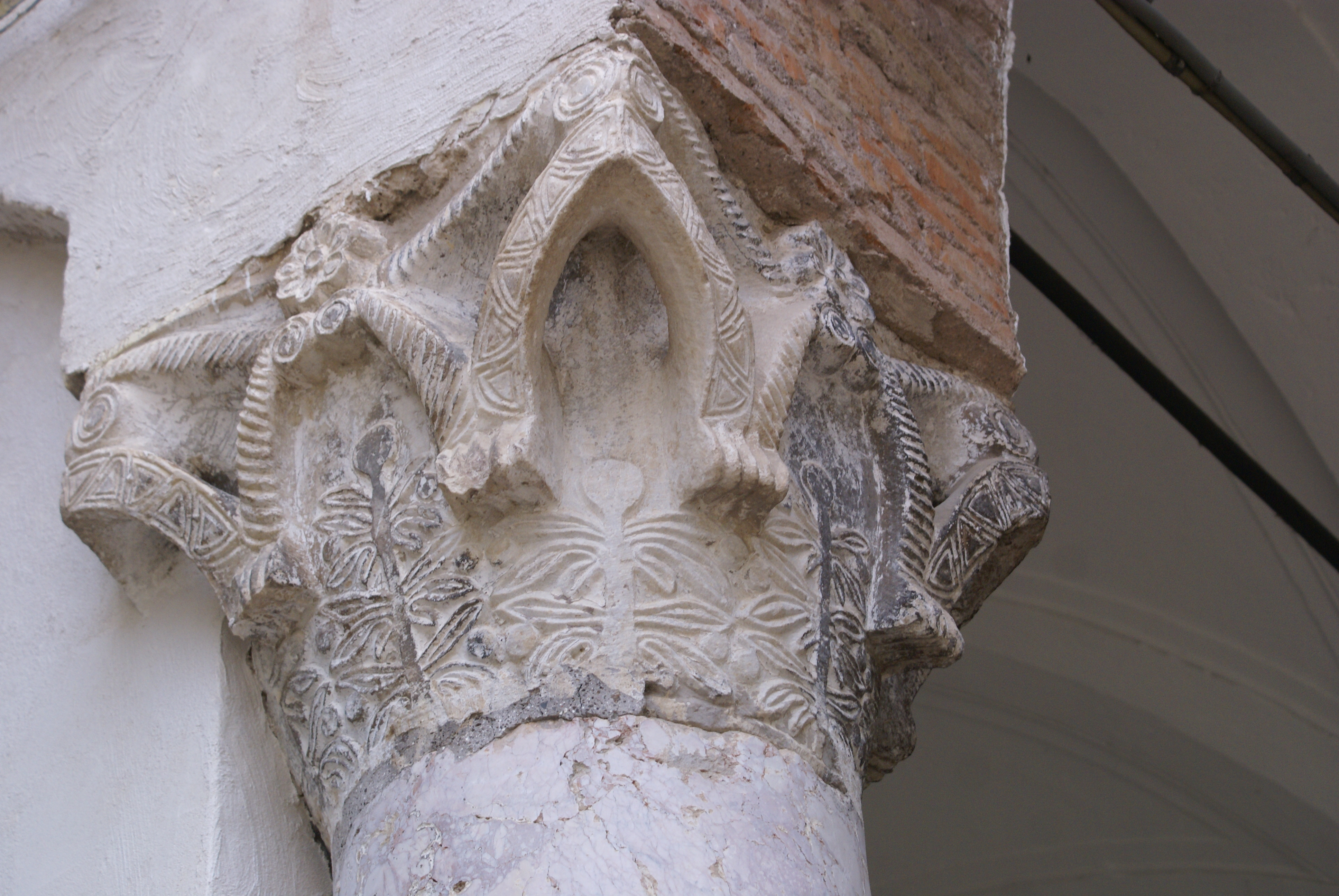
Capua, palazzo Fieramosca, capitello longobardo

Il portale d'ingresso reca due capitelli a crochet che Di Resta ritiene simili a quelli del portico della chiesa dell'Incoronata in Napoli, datato al 1352. La cornice è percorsa di gigli, emblema degli Angiò. Al di sopra è murato uno stemma non ancora identificato.

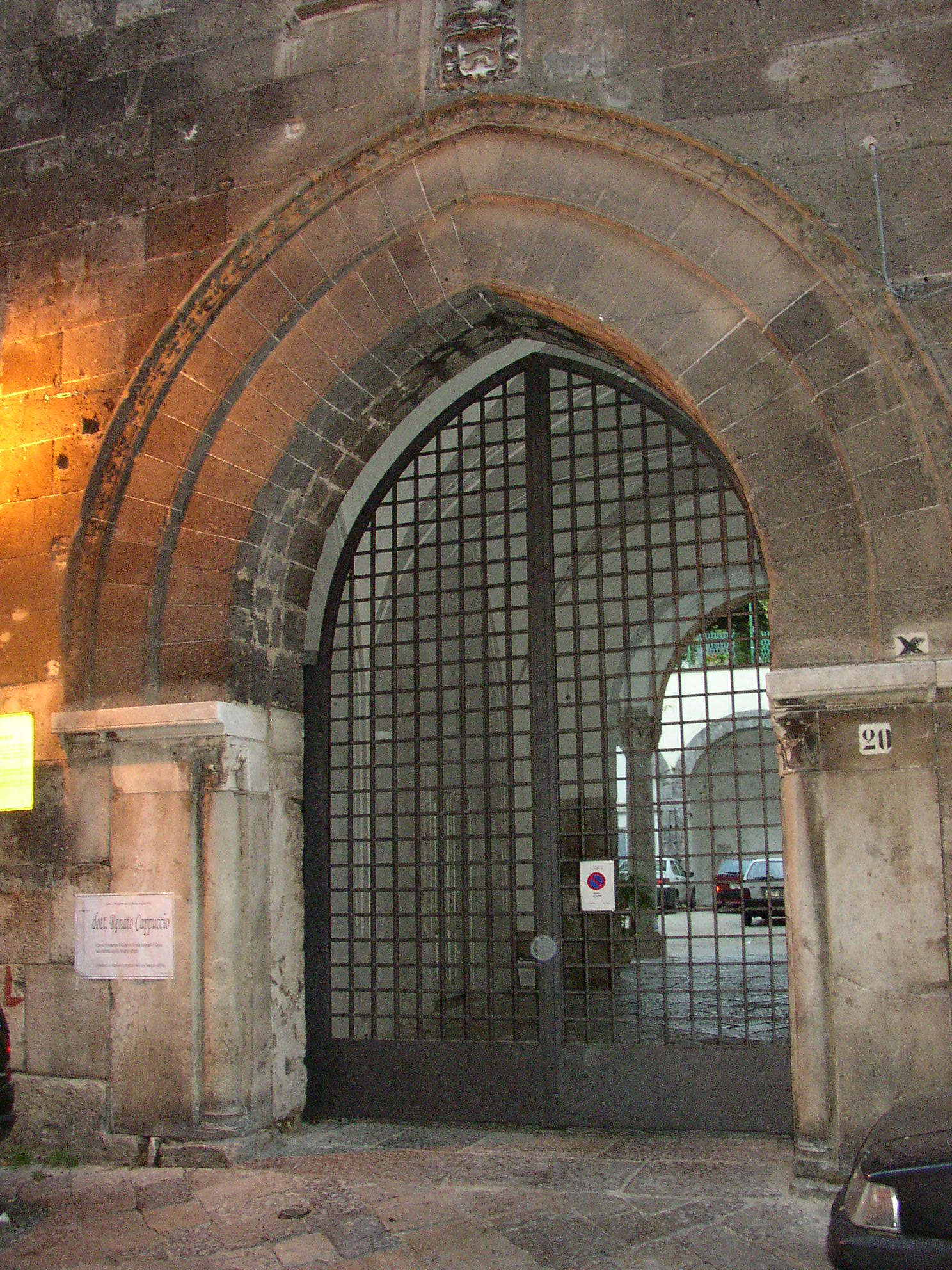
Capua, palazzo Fieramosca, portale

Ghiere e cornici di archi acuti sono in due portali nel vano della torre. Resti di affreschi medievali sono negli intradossi delle monofore della torre e in una lunetta di un portale interno.

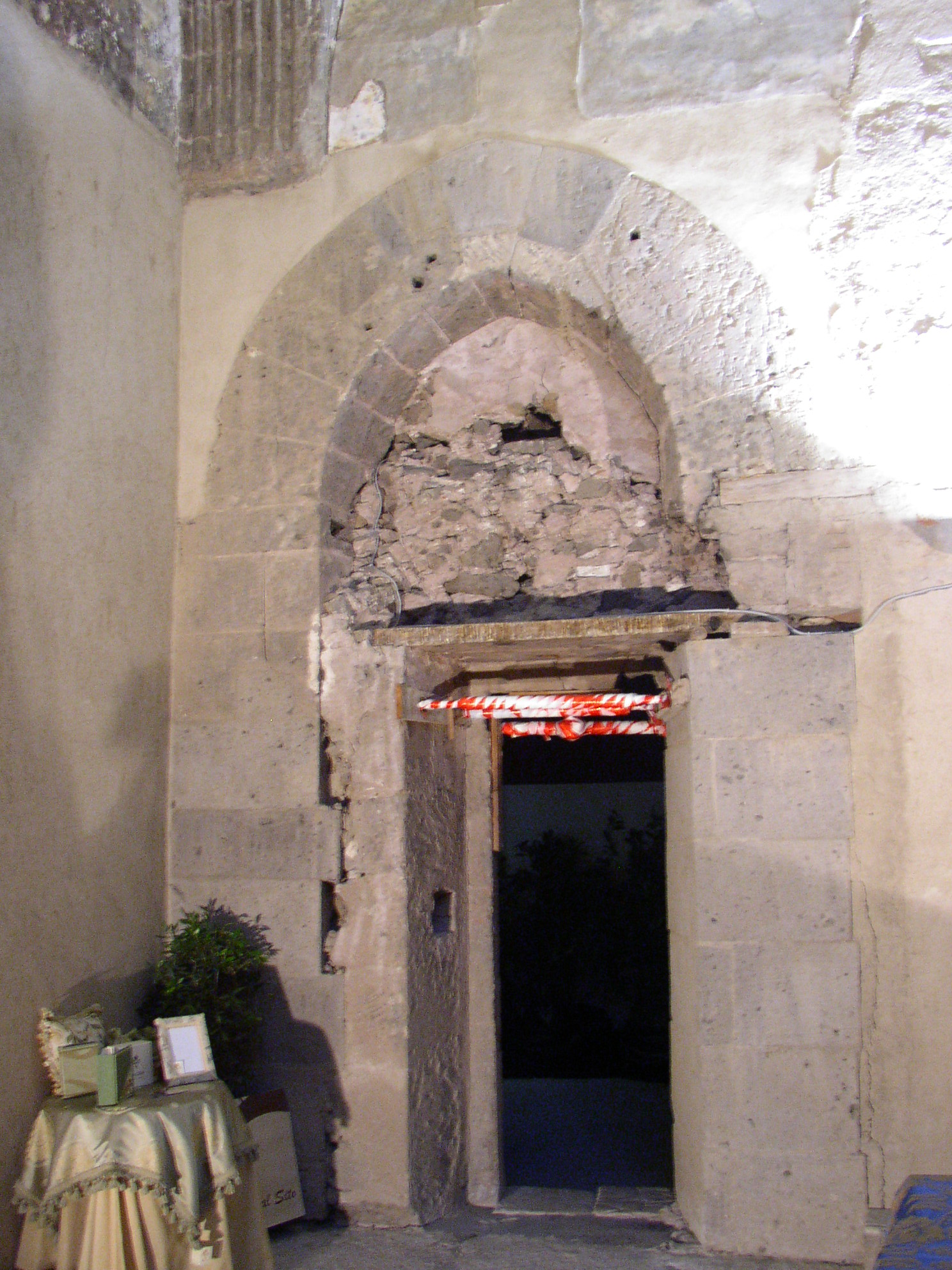
Capua, palazzo Fieramosca, portale gotico interno alla torre

Il prospetto della cornice della grande monofora al primo piano della torre, verso la facciata, reca una decorazione a ovuli sovrapposti in leggero rilievo contenenti figure vegetali, animali (anche fantastiche), umane e scudi in bassorilievo.
Una iscrizione su marmo, in una cornice rettangolare, è posta tra le due monofore del primo livello della torre. Fu posta nel 1886 per ricorda Ettore Fieramosca.

## Elementi antichi di spoglio
Le arcate del porticato della corte sono costituite da colonne antiche di spoglio di forma, dimensioni e pietre/marmi differenti. Un cippo funerario romano è collocato sotto l'arcata più a destra (per chi guarda dall'atrio di accesso) del portico della corte opposto alla facciata principale. 
Un frammento di iscrizione antica è riusato come soglia di una delle finestre della torre, un altro è incassato nel basamento in pietra, immediatamente a sinistra del portale.